# Полярные акулы (род)
Полярные акулы (лат. Somniosus) — род акул семейства сомниозовых отряда катранообразных, в которое включают подрода и 5 видов. Максимальный размер 7,3 м. Анальный плавник отсутствует. Шипов у основания спинных плавников не имеется. Верхние зубы маленькие и узкие, нижние подобны лезвиям и сцеплены между собой. Губы тонкие. Первый спинной плавник расположен по центру спины. У края верхней лопасти хвостового плавника имеется выемка. Жаберные щели довольно широкие. Ноздри обрамлены короткими лоскутами кожи. Первый спинной плавник немного больше второго спинного плавника. Основание второго спинного плавника расположено посередине оснований брюшных плавников. Хвостовой плавник асимметричный, в форме весла, нижняя лопасть короткая, но хорошо развитая. Прекаудальные выемки или латеральные кили на хвостовом стебле отсутствуют. Окраска серого или чёрного цвета.
Название рода происходит от слова  лат. somnus — «спящий».

## Классификация
- Подрод Rhinoscymnus
  - Somniosus longus (Tanaka, 1912) — Японская полярная акула
  - Somniosus rostratus (Risso, 1827) — Длиннорылая полярная акула
- Подрод Somniosus
  - Somniosus antarcticus Whitley, 1939 — Антарктическая полярная акула
  - Somniosus microcephalus Bloch et J. G. Schneider, 1801 — Гренландская полярная акула, или малоголовая полярная акула, или атлантическая полярная акула
  - Somniosus pacificus Bigelow et Schroeder, 1944 — Тихоокеанская полярная акула, или северотихоокеанская полярная акула